# Oxylobium alpestre
Oxylobium alpestre är en ärtväxtart som beskrevs av Ferdinand von Mueller. Oxylobium alpestre ingår i släktet Oxylobium och familjen ärtväxter. Inga underarter finns listade i Catalogue of Life.